# Болінг (Техас)
Болінг (англ. Boling) — переписна місцевість (CDP) в США, в окрузі Вартон штату Техас. Населення — 930 осіб (2020).

## Географія
Болінг розташований за координатами 29°15′18″ пн. ш. 95°56′30″ зх. д. / 29.25500° пн. ш. 95.94167° зх. д. (29.254886, -95.941803).  За даними Бюро перепису населення США в 2010 році переписна місцевість мала площу 12,24 км², з яких 12,09 км² — суходіл та 0,15 км² — водойми.

## Демографія
Згідно з переписом 2010 року, у переписній місцевості мешкали 1122 особи в 370 домогосподарствах у складі 280 родин. Густота населення становила 92 особи/км².  Було 422 помешкання (34/км²).
Расовий склад населення:
| - 69,7 % — білих - 7,6 % — чорних або афроамериканців - 0,9 % — корінних американців - 0,2 % — азіатів - 20,2 % — осіб інших рас |

До двох чи більше рас належало 1,4 %. Частка іспаномовних становила 58,7 % від усіх жителів.
За віковим діапазоном населення розподілялося таким чином: 31,9 % — особи молодші 18 років, 56,9 % — особи у віці 18—64 років, 11,2 % — особи у віці 65 років та старші. Медіана віку мешканця становила 31,4 року. На 100 осіб жіночої статі у переписній місцевості припадало 88,3 чоловіків;  на 100 жінок у віці від 18 років та старших — 93,9 чоловіків також старших 18 років.
Середній дохід на одне домашнє господарство  становив 41 415 доларів США (медіана — 29 631), а середній дохід на одну сім'ю — 50 847 доларів (медіана — 33 698). За межею бідності перебувало 12,8 % осіб, у тому числі 11,7 % дітей у віці до 18 років та 12,1 % осіб у віці 65 років та старших.
Цивільне працевлаштоване населення становило 456 осіб. Основні галузі зайнятості: освіта, охорона здоров'я та соціальна допомога — 38,4 %, будівництво — 17,5 %, виробництво — 17,1 %.